# Calamagrostis sclerophylla
Calamagrostis sclerophylla är en gräsart som först beskrevs av Otto Stapf, och fick sitt nu gällande namn av Albert Spear Hitchcock. Calamagrostis sclerophylla ingår i släktet rör, och familjen gräs. Inga underarter finns listade i Catalogue of Life.